# Nghề sơn
Nghề sơn là một trong những nghề thủ công mỹ nghệ lâu đời xuất hiện tại nhiều nước châu Á như Trung Quốc, Nhật Bản, Việt Nam (xem sơn mài)...
Chất liệu chính dùng trong nghề sơn là chất nhựa chích từ vỏ một loại cây tên cây sơn. Ở Việt Nam loại cây này được trồng nhiều trên đồi đất trung du Bắc bộ. Thợ thủ công dùng loại sơn này quét lên bề mặt đồ dùng, tạo nên những sản phẩm khác nhau.
Nhựa sơn có độ dính cao và rất bền chắc, có thể được dùng như một thứ keo hàn gỗ, tre, nứa. Đồ tre nứa đan quét sơn đẹp và bền. Người ta còn dùng sơn như chất không thể thiếu trong quá trình làm thuyền thúng.Nhựa sơn chịu ẩm tốt: nhờ đặc tính này nhựa sơn quét lên đồ đạc bằng gỗ như bàn, ghế, tủ, giường... vừa tạo nên lớp sơn bóng đẹp vừa tăng độ bền cho gỗ.

## Kỹ thuật nghề sơn
Kỹ thuật sơn ta là kỹ thuật sơn lên đồ vật cụ thể. Việc này không dễ dàng do sản phẩm sơn có nhiều hình thù và sử dụng nhiều chất liệu khác nhau. Có 2 kỹ thuật chính sau:

### Kỹ thuật làm cốt
Cốt là đồ dùng cụ thể đã được chế tác thành hình dáng nào đó. Thông thường cốt gần như đã hoàn thiện, và việc sơn chỉ như khoác lên cho nó bộ quần áo mới. Các loại cốt dưới đây dựa trên thống kê các đồ sơn thế kỷ 17- 19 ở vùng đồng bằng Bắc bộ, VN

#### Cốt gỗ
Gỗ là nguyên liệu chính để làm cốt cho các mặt hàng đồ sơn ta. Những loại gỗ được đánh giá cao ở VN như lim, nghiến, trai, sến, táu không phù hợp dùng làm cốt. Nếu dùng những loại gỗ này, sau một thời gian sơn sẽ bong ra hoặc mất màu. Trong khi đó có những loại gỗ rất ưa sơn như vàng tâm, giổi, mỡ, thông, mít... Các pho tượng, hoành phi, câu đối, cửa võng, ngai thờ, ban thờ..vv..dùng cốt gỗ rất nhiều